# Thurcroft
Thurcroft – wieś w Anglii, w hrabstwie ceremonialnym South Yorkshire, w dystrykcie metropolitalnym Rotherham. Leży 15 km na wschód od miasta Sheffield i 223 km na północ od Londynu. Miejscowość liczy 5296 mieszkańców.